# Старобазаново
Старобаза́ново (рос. Старобазаново, башк. Иҫке Баҙан) — село у складі Бірського району Башкортостану, Росія. Адміністративний центр Старобазановської сільської ради.
Населення — 483 особи (2010; 444 у 2002).
Національний склад:
- росіяни — 38 %